# Wyspa Axela Heiberga
Wyspa Axela Heiberga (ang. Axel Heiberg Island, fr. Île Axel Heiberg) – wyspa kanadyjska na Oceanie Arktycznym, w Archipelagu Arktycznym, największa w grupie Wysp Sverdrupa stanowiących część Wysp Królowej Elżbiety. Od wschodu cieśnina Nansen Sound oddziela ją od Wyspy Ellesmere’a.
Powierzchnia wyspy wynosi 43 178 km². W przeszłości była zamieszkiwana przez Inuitów, obecnie nie ma stałej ludności.